# Каллио, Кюёсти
Кю́ёсти Ка́ллио (фин. Kyösti Kallio, рожд. Гу́стаф Ка́ллиокаӊӊас, фин. Gustaf Kalliokangas; 10 апреля 1873, Юливиеска, Великое княжество Финляндское — 19 декабря 1940, Хельсинки, Финляндия) — финский политический деятель, премьер-министр Финляндии в 1922—1924, 1925—1926, 1929—1930, 1936—1937; президент Финляндии в 1937—1940. Примыкал к правому крылу партии Аграрный союз.

## Биография

### Ранние годы
Родился 10 апреля 1873 года в городе Юливиеска в семье фермера и одного из муниципальных руководителей в Юливиеска. С 1895 года, на новом месте жительства в Нивала, высокий уровень образования и статус крупного землевладельца привели к тому, что Каллио стал исполнять важные обязанности в коммуне. В лицейские годы на него оказал огромное влияние ректор финского лицея в Оулу, руководитель пиетистов конституционалист Мауно Русендаль. Во время работы в молодёжном обществе Каллио познакомился с писателем Сантери Алкио, который позже стал его главным политическим соратником.
В 1904 году он был избран представителем судебного округа Пийппола в крестьянскую курию на два последних созыва сословного сейма 1904—1906 гг. Осенью 1906 г. была создана партия Аграрный союз, и Каллио был избран в руководящие органы партии. На парламентских выборах 1907 г. он выдвигался одновременно от аграриев и от Младофинской партии, однако вошёл в аграрную фракцию, посчитав, что младофинны равнодушны к сельским проблемам. В 1908—1916 был председателем партии.

### В годы гражданской войны
В истории борьбы за независимость Финляндии Каллио сыграл одну из ключевых ролей. Он возглавлял сельскохозяйственную комиссию сначала в сенате под председательством Оскари Токоя, а затем Пера Эвинда Свинхувуда и Юхо Кусти Паасикиви.
Во время гражданской войны Каллио жёстко осудил насильственные методы красных и вынужден был скрываться, находясь в контролируемом красными Хельсинки. Однако после окончания войны призывал воздержаться от массовых репрессивных мер возмездия. Его речь в церкви в Нивала 5 мая 1918 г. привлекла к себе большое внимание. Он стал первым известным белым политиком, потребовавшим немедленно приступить к строительству единой Финляндии, в которой «нет ни красных, ни белых, а есть только любящие свою страну финны, граждане Финляндской Республики, которые ощущают себя членами общества и чувствуют себя здесь хорошо».

### Политическая карьера в 1920-е годы
Восстановление законной власти вернуло Каллио к правительственным делам, в которых доминировала борьба за форму правления. Будучи членом Аграрного союза, Каллио был республиканцем, поэтому 17 августа 1918 г. он вышел из сената, сформированного Паасикиви, посчитав его монархически ориентированным (до ноября 1918 года Финляндия официально считалась монархией — Королевством Финляндия при регентстве Свинхувуда).
На парламентских выборах 1919 г. Аграрный союз стал крупнейшей несоциалистической партией. Отчасти благодаря этому Аграрный союз входил в состав правительств. Каллио стал одним из наиболее значимых руководителей «первой республики», он четырежды возглавлял правительства, а также длительное время председательствовал в парламенте.
Каллио сосредоточился в основном на аграрной политике, решении торпарской проблемы и вопросе о создании новых наделов. Своё согласие войти в сенат Токоя Каллио дал при условии решения вопроса об аренде земли. Накануне гражданской войны был подготовлен проект решения по данному вопросу. Сенатор Каллио представил его в парламенте 21 января 1918 г. 15 октября 1918 г. закон был принят. Однако наиболее известен его закон о землеустройстве, получивший название «Lex Kallio» и вступивший в силу в 1922 г.
Каллио всегда оставался противником коммунизма. Его первое правительство ликвидировало организацию Коммунистической партии Финляндии путём так называемой «хирургической операции Каллио» в 1923 г. Позже он неоднократно предпринимал попытки разработать антикоммунистическое законодательство. Реакцией на это стало возникновение Лапуаского движения. Поначалу Каллио относился к нему с пониманием, однако затем осудил насильственные действия движения. 2 июля 1930 г. под давлением движения, поддерживаемом президентом
Лаури Реландером, Каллио вынужден был выйти в отставку. Новое правительство возглавил Пер Эвинд Свинхувуд.
Каллио осудил отмену сухого закона в 1932 г. Он был убеждённым трезвенником и сторонником сухого закона, а после Алкио даже был председателем Союза за сухой закон.

### Новый взлёт
В середине 1930-х гг., после отхода Сунила от политики и отказа от участия в выборной кампании Юхо Ниукканена, позиции Каллио как руководителя Аграрного союза вновь упрочились. После парламентских выборов 1936 г. Аграрный союз и Социал-демократическая партия Финляндии договорились о формировании совместного правительства, однако Президент Свинхувуд отказался назначить «красно-зелёное правительство», и Каллио пришлось вновь сформировать центристский кабинет.
1 марта 1937 Каллио был избран президентом Финляндии. Каллио смог претворять в жизнь свои давние политические цели, прежде всего социальное примирение и сплочение общества. Его избрание произошло на фоне достижения двух больших общенациональных компромиссов — «красно-зелёного» и терпимости в языковой политике. Каллио назначил правительство большинства с участием аграриев и социал-демократов под председательством Аймо Каарло Каяндерa.

### В годы Зимней войны
На проходивших накануне зимней войны переговорах Каллио занимал бескомпромиссную позицию, опасаясь, что территориальные уступки Советскому Союзу нарушат внутреннее единство страны. В результате это привело к нападению СССР на Финляндию и к началу Зимней войны. 30 ноября 1939 года в стране было объявлено военное положение.
Во время войны Каллио делал всё, чтобы морально воодушевить народ. Он стал олицетворением сплочённости и воли к защите малой нации, ставшей объектом несправедливой агрессии. Он был сторонником бескомпромиссной линии, однако в конце концов вынужден был подписать унизительный для Финляндии договор.
Сразу после заключения мира он выступил с речью по радио, в которой подчеркнул тот факт, что удалось сохранить нацию, её самосознание и её достоинство, ставшие теперь ещё более устремлёнными к будущим целям. Народ должен был сплотить силы для восстановления разрушенного. Особенно президент сделал акцент на достижении приемлемого решения проблемы переселенцев с территорий, отошедших к Советскому Союзу по мирному договору.

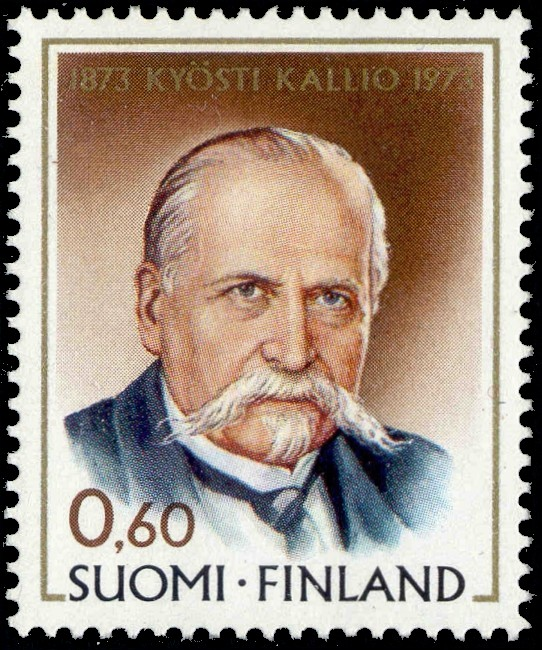
Почтовая марка Финляндии, выпущенная в 1973 году к столетию со дня рождения Кюёсти Каллио

### После войны
После войны власть Каллио была значительно сужена, основные рычаги власти сосредоточились в руках Ристо Рюти, Карла Густава Маннергейма, Рудольфа Вальдена, Вяйнё Таннерa и Рольфа Виттинга. В августе 1940 года без участия Каллио было подписано соглашение о транзите с нацистской Германией. Вскоре после этого у Каллио произошёл инсульт и исполнять его обязанности стал Рюти. 27 ноября 1940 года Каллио подал в отставку.
После того, как Ристо Рюти был избран его преемником, Каллио стал собираться в Нивала для отдыха и лечения, однако 19 декабря от сердечного приступа он скончался на перроне вокзала в Хельсинки прямо на глазах у маршала Маннергейма. Похоронен в Нивала.

## Итоги правления
Потомки оценивают Каллио по-разному. Одни считают его исключительно уважаемым «президентом-крестьянином», другие, наоборот, «слабым» президентом, чья неспособность к пониманию внешней политики отчасти способствовала втягиванию Финляндии во Вторую мировую войну. В новейших исследованиях даётся наиболее объективная оценка Каллио как президента — подчёркивается его приверженность парламентаризму и твёрдость накануне Зимней войны.